# Neoscona simoni
Neoscona simoni är en spindelart som beskrevs av Manfred Grasshoff 1986. Neoscona simoni ingår i släktet Neoscona och familjen hjulspindlar. Inga underarter finns listade i Catalogue of Life.